# 涅格羅沃
48°22′19″N 22°54′34″E / 48.37194°N 22.90944°E
涅格羅沃（烏克蘭語：Негрово）是烏克蘭西部的村莊，隸屬外喀爾巴阡州的胡斯特區。該村面積51.7平方公里，海拔高度176米，2001年人口1,116，人口密度每平方公里21.59人。